# Eugen von Vaerst
Friedrich Christian Eugen Baron von Vaerst (* 10. April 1792 in Wesel; † 16. September 1855 in Herrendorf bei Soldin), Pseudonym Chevalier de Lelly, aus dem Adelsgeschlecht Vaerst war preußischer Offizier, Schriftsteller, Theaterdirektor in Breslau und Gastrosoph.

## Leben
Vaerst erhielt seine Schulausbildung in Wesel und Bayreuth. Ab 1803 besuchte er das Berliner Kadettenhaus, trat 1810 in die Preußische Armee ein und wurde im Jahr darauf zum Offizier ernannt. Er nahm 1812 am Feldzug gegen Russland teil und kämpfte 1813/15 in den Befreiungskriegen. Dabei konnte sich Vaerst in der Schlacht bei Waterloo bewähren, wurde mit dem Eisernen Kreuz, dem Orden des Heiligen Wladimir sowie dem Orden der Heiligen Anna ausgezeichnet und zur Garde versetzt. 1818 quittierte er den Militärdienst als Kapitän, um als „Kavalier“ durch Europa zu reisen.
Er war Trinkgenosse von E.T.A. Hoffmann, dem er als Vorbild für seinen Bruder Serapion diente und befreundete sich in Breslau u. a. mit Karl Schall, Karl von Holtei, Karl Witte und Franz von Schober. Später arbeitete Vaerst auch journalistisch (unter anderem für Schalls (Neue) Breslauer Zeitung), spielte eine Rolle in der Diplomatie und schrieb Bücher, so etwa (unter dem Pseudonym „Chevalier de Lelly“) die „Cavalier-Perspective“, ein „Handbuch für angehende Verschwender“ (1836), in dem er seinen Aufenthalt in Paris und vor allem seine Börsenspekulationen dieser Zeit schildert. Dieses Buch ist übrigens – ein literarischer Scherz am Rande – „seinem lieben Freunde und Vetter Eugen Baron Vaerst“ gewidmet.
Zwischen 1840 und 1847 war Vaerst Direktor des Breslauer Theaters, gab diesen Posten jedoch wegen einer Erkrankung auf, die ihn bald ans Bett fesselte und erblinden ließ. Er zog sich auf das von seinem Bruder Hugo Hans 1846 erworbene Gut in Herrendorf bei Soldin in der Neumark zurück und schuf in dieser Abgeschiedenheit nach zehnjähriger Arbeit sein Hauptwerk, die über 600 Druckseiten starke „Gastrosophie oder die Lehre von den Freuden der Tafel“, die 1851 in zwei Bänden erschien. Wegen des verwandten Themengebiets gilt von Vaerst daher auch als der deutsche Brillat-Savarin – allerdings wurde von Vaersts Werk weit weniger rezipiert als Brillat-Savarins „Physiologie du gout“.
In seiner „Gastrosophie“ erhebt von Vaerst den Genuss von Speisen zu einer Kunstform und beschreibt die drei Arten von Feinschmeckern: den Gourmand, den Gourmet und den Gastrosophen; der Begriff „Gastrosophie“ wurde wahrscheinlich in diesem Buch erstmals in den deutschen Sprachgebrauch eingeführt. Der erste Band behandelt u. a. alle Arten von Speisen (Fleisch, Wild, Geflügel, Gemüse, Gewürze, Soßen, Fisch usw.), der zweite Band widmet sich u. a. den Getränken (Wasser, Wein, Kaffee, Tee und Bier) und beschreibt ein athenische Gelage.
Das Titelblatt weist aber schon mit dem Lessing’schen Motto „Nur Bekanntes!“ darauf hin, dass es sich bei diesem Werk um eine Kompilation handelt, die von Vaerst – wie er selbst schreibt – „aus Tausenden von Exzerpten, aus zehntausenden Zitaten“ zusammengestellt habe. Zahllose Belegstellen, Anekdoten und Pikanterien verschiedener Autoren verschmelzen hier mit den eigenen Ansichten von Vaersts. Obwohl das Buch damit eher den Charakter einer Anthologie als den eines Lehrbuchs aufweist, bleibt dieses Buch schon wegen der Menge der zusammengestellten Stellen eine unschätzbare Quelle für kulinarische Querverweise in Geschichte, Literatur und Philosophie. Der pädagogische Anspruch indes wird durch die Vielzahl der Anekdoten und den unterhaltsamen Stil eher verdeckt als gehoben. Dem Kritiker Schraemli zufolge ist es das „geistreichste Werk, das je über die Freuden der Tafel geschrieben worden ist.“

## Werke (Auswahl)
- Hundert Sonette. (gemeinsam mit Karl Witte und Friedrich Schmidt), Breslau 1825.
- Politisches Neujahrsgeschenk. Breslau 1831.
- Cavalierperspective. Handbuch für angehende Verschwender von Chevalier de Lelly, Leipzig 1836.
- Die Pyrenäen. Breslau 1847.
- Gastrosophie oder die Lehre von den Freuden der Tafel. Leipzig 1851.